# Dominick Pezzulo
Dominick A. Pezzulo, italijansko-ameriški policist, častnik in učitelj * 15. avgust 1965, Giano Vetusto, Italija, † 11. september 2001 World Trade Center, New York, ZDA.  
Bil je častnik italijansko-ameriške pristaniške uprave New Yorka in policije New Jersey (PAPD), ki je umrl v zrušitvi Svetovnega trgovinskega centra med terorističnimi napadi 11. septembra 2001. Pezzulo se je tega jutra prostovoljno javil poveljniku newyorške policije Johnu McLoughlinu pri reševanju ljudi iz Severnega stolpa. Ko so vstopili v hotel, ki je bil glavni vhod v oba stolpa, se je Južni stolp porušil in moški so stekli v prostor jaška dvigala. Pezzulo, McLoughlin in Will Jimeno so preživeli prvo zrušitev, Pezzulo pa je bil edini pripet in si je prizadeval, da bi rešil Jimena, ki je bil najbližje njemu. Ko ga je poskušal rešiti, se je porušil se Severni stolp in še večje število kosov ruševin je padlo na mesto ruševin pod katerimi so bili pokopani. Pri tem je bil Pezzulo hudo poškodovan, v prizadevanju, da bi reševalci našli mesto, kjer so ujeti, pa je Pezzulo pred svojo smrtjo ustrelil en sam strel skozi luknjo ruševin v zrak.

## Zgodnje življenje in kariera
Dominick Pezzulo se je rodil v italijanskem mestu Giano Vetusto, 15. avgusta 1969. Ime je dobil po svojem dedku Domenicu Pezzulu. Njegov vzdevek je bil Mimmo. Njegova družina se je kmalu preselila v ZDA, tam pa je Pezzulo končal srednjo šolo Herbert Lehman v Bronxu, kjer je tudi spoznal svojo bodočo ženo Jean-ette Pezzulo ter z njo imel dva otroka. 
Po končanem študiju se je Pezzulo vrnil v Italijo, da bi poučeval avtomobilska popravila, matematiko in računalniško tehnologijo. Po sedmih letih kot učitelj se je Pezzulo vrnil v ZDA ter se preselil v New York, kjer je postal policist pristaniške uprave New York in New Jersey. Bil je nameščen na avtobusnem terminalu pristaniške uprave.

## Napadi 11. septembra
11. septembra 2001 zjutraj je Pezzulo skupaj z njegovim prijateljem Wilom Jimeom delal na vhodih v newyorški avtobusni postaji. Ko sta izvedela za trk letala v Severni stolp WTC-ja, sta se oba z avtobusom pod ukazom Johna McLoughlina odpeljala proti Svetovnemu trgovinskemu centru. Med potjo sta izvedela, da je drugo letalo zadelo še Južni stolp WTC-ja. Ko je ekipa prispela na kraj dogodka, si je naprej ogledala goreča stolpa, nato pa se je Pezzulo javil kot eden izmed drugih prostovoljcev za evakuacijo ljudi iz stolpov. Odločeno je bilo, da bo njihova ekipa pomagala pri evakuaciji ljudi v severnem stolpu.
Pezzulo in njegova ekipa so kmalu vstopili v hotel, glavni vhod v oba stolpa in se ob 9:59 napotili proti severemu stolpu, ravno ko se je Južni stolp porušil. Pezzulo, Jimeno in McLoughlin so edini uspeli se zateči v jašek dvigala, kjer so ostali ujeti pod velikim kupom ruševin. Pezzulo se je edini uspel izogniti hudim poškodbam in se je lahko rešil. Takoj se je splazil k Jimenu, ki mu je bil najbližje, ta pa se ni mogel premakniti zaradi velikega kosa betona, ki mu je padel na noge. Kljub velikemu prizadevanju, da bi ga rešil, je bil betonski kos pretežek, da bi ga Pezzulo sam premaknil, poleg tega pa se je ob 10:28 porušil še severni stolp, kar je povzročilo dodatne velike kose ruševin, ki so padli na mesto, kjer so bili ujeti. Pri tem je bil Pezzulo smrtno ranjen, saj so veliki kosi ruševin, ki so ga zadeli, mu povzročili hude poškodbe ter posledično velike krvavitve in bolečine. Ob 10:40, dvanajst minut po zrušitvi Severnega stolpa, je Pezzulo vzel iz žepa svojo pištolo Smith & Wesson 5946 in enkrat ustrelil skozi manjšo lukjno med ruševinami v zrak, da bi reševalce opozoril na njihov položaj. Njegove zadnje besede so bile: "Will ne pozabi. Umrl sem, ko sem vaju poskušal rešiti." Dominick Pezzulo je kmalu zatem zaradi hudih poškodb umrl.
9. septembra 2005 je ameriški predsednik George W. Bush posmrtno podelil Pezzulu medaljo za junaštvo 11. septembra 2001.

## V popularni kulturi
Pezzula je upobodil Jay Hernandez v filmu World Trade Center leta 2006.